# 블라디미르-수즈달
블라디미르 대공국(러시아어: Великое княжество Владимирское 벨리코에 크니야제스트보 블라디미르스코에[*]), 통칭 블라디미르-수즈달(러시아어: Владимирско-Су́здальская  블라디미르스코-수즈달스카야[*])은 1147년부터 1389년까지 블라디미르에 존재하던 류리크 왕조 출신의 공후가 다스리던 공국으로, 키예프 루스가 여러 공국으로 분열될 때 성립된 루스 계열의 군소 공국들 중 하나이다. 킵차크 칸국에 의해 키예프 루스가 멸망한 이후에는 류리크 가문 출신의 귀족이 이끄는 봉신국이 되어 존속하였다.

## 같이 보기
- 다루가치
- 블라디미르 대공